# Pracovní píseň
Pracovní písně jsou zpívány převážně při fyzické práci. Často jsou písně zpívány ve sboru či kantoru. 
Sbor a vedoucí zpěvák se často střídají. Pracovní písně by měly synchronizovat pracovní postup a usnadnit vyčerpávající, monotónní práci. Jsou proto často přizpůsobeny rytmu a pohybu.
Zejména sociální struktura otroctví přinesla ve Spojených státech vlastní žánry pracovních písní, písně ovlivnily celé 20. století.